# Cubus validus
Cubus validus är en stekelart som först beskrevs av Cresson 1865.  Cubus validus ingår i släktet Cubus och familjen brokparasitsteklar. Inga underarter finns listade i Catalogue of Life.